# Lubartów (comune rurale)
Lubartów è un comune rurale polacco del distretto di Lubartów, nel voivodato di Lublino.
Ricopre una superficie di 158,94 km² e nel 2006 contava 10 212 abitanti.
Il capoluogo è Lubartów, che non fa parte del territorio ma costituisce un comune a sé.